# Premi e riconoscimenti degli Stray Kids
Questa è una lista dei premi e delle candidature ricevute degli Stray Kids, gruppo musicale sudcoreano.

## Premi musicali
| Premio                         | Anno                         | Categoria                         | Ricevente                    | Risultato       | Fonti  |
| ------------------------------ | ---------------------------- | --------------------------------- | ---------------------------- | --------------- | ------ |
| Asia Artist Award              | 2018                         | Popularity Award                  | Stray Kids                   | Candidato/a     | [ 1 ]  |
| Asia Artist Award              | 2018                         | Rookie of the Year                | Stray Kids                   | Vincitore/trice | [ 2 ]  |
| Asia Artist Award              | 2019                         | Groove Award                      | Stray Kids                   | Vincitore/trice | [ 3 ]  |
| Asia Artist Award              | 2019                         | Star15 Popularity Award           | Stray Kids                   | Vincitore/trice | [ 3 ]  |
|                                | 2021                         | Performance of the Year (Daesang) | Stray Kids                   | Vincitore/trice | [ 4 ]  |
| Asia Model Award               | 2019                         | New Star Award                    | Stray Kids                   | Vincitore/trice | [ 5 ]  |
| The Fact Music Award           | 2019                         | Next Leader Award                 | Stray Kids                   | Vincitore/trice | [ 7 ]  |
| Circle Chart Music Award       | 2018                         | New Artist of the Year            | Stray Kids                   | Vincitore/trice | [ 8 ]  |
| Circle Chart Music Award       | 2019                         | Album of the Year – 1st Quarter   | Clé 1: Miroh                 | In attesa       | [ 9 ]  |
| Genie Music Award              |                              |                                   |                              |                 |        |
| 2018                           | Artist of the Year           | Stray Kids                        | Candidato/a                  | [ 10 ]          |        |
| 2018                           | Genie Music Popularity Award | Stray Kids                        | Candidato/a                  | [ 10 ]          |        |
| 2018                           | Male Rookie Award            | Stray Kids                        | Vincitore/trice              | [ 11 ]          |        |
| Golden Disc Award              |                              | Stray Kids                        |                              |                 |        |
| 2019                           | Best New Artist              | Stray Kids                        | Vincitore/trice              | [ 12 ]          |        |
| 2019                           | Disc Daesang                 | I Am Who                          | Candidato/a                  | [ 13 ]          |        |
| 2020                           | Disc Daesang                 | Clé 1: Miroh                      | In attesa                    | [ 14 ]          |        |
| 2020                           | Popularity Award             | Stray Kids                        | In attesa                    | [ 15 ]          |        |
| Korea First Brand Award        | 2019                         | Stray Kids                        | Male Rookie Idol Award       | Vincitore/trice | [ 17 ] |
| Korean Brand of the Year Award | 2018                         | Stray Kids                        | Male Rookie Idol of the Year | Candidato/a     | [ 19 ] |
| Korea Popular Music Award      | 2018                         | Stray Kids                        | Rookie of the Year           | Candidato/a     | [ 21 ] |
| Melon Music Award              | 2018                         | Stray Kids                        | Best New Male Artist         | Candidato/a     | [ 22 ] |
| Mnet Asian Music Award         | 2018                         | Stray Kids                        | Artist of the Year           | Candidato/a     | [ 23 ] |
| Mnet Asian Music Award         | 2018                         | Stray Kids                        | Best New Male Artist         | Vincitore/trice | [ 24 ] |
| Mnet Asian Music Award         | 2018                         | Mwave Global Fan's Choice         | "My Pace"                    | Candidato/a     | [ 25 ] |
| Seoul Music Award              |                              |                                   |                              |                 |        |
| 2019                           | Rookie of the Year           | Stray Kids                        | Vincitore/trice              | [ 11 ]          |        |
| 2019                           | Popularity Award             | Stray Kids                        | Candidato/a                  | [ 26 ]          |        |
| 2019                           | Hallyu Special Award         | Stray Kids                        | Candidato/a                  | [ 26 ]          |        |
| 2020                           | Main Award                   | Clé 1: Miroh                      | In attesa                    | [ 27 ]          |        |
| 2020                           | Popularity Award             | Stray Kids                        | In attesa                    | [ 27 ]          |        |
| 2020                           | K-Wave Award                 | Stray Kids                        | In attesa                    | [ 27 ]          |        |
| Soompi Award                   | 2019                         | Stray Kids                        | Breakout Artist              | Candidato/a     | [ 28 ] |
| Soompi Award                   | 2019                         | Stray Kids                        | Rookie of the Year           | Vincitore/trice | [ 29 ] |
| K-World Dream Awards           |                              | Stray Kids                        |                              |                 |        |
| 2018                           | New Hallyu Rookie Award      | Stray Kids                        | Vincitore/trice              | [ 30 ]          |        |
| 2019                           | Rising Hot Star Award        | Stray Kids                        | Vincitore/trice              | [ 31 ]          |        |
| Teen Choice Awards             | 2018                         | Stray Kids                        | Choice Next Big Thing        | Candidato/a     | [ 32 ] |
| V Live Award                   | 2019                         | Stray Kids                        | Global Artist Top 12         | Vincitore/trice | [ 33 ] |
| V Live Award                   | Global Rookie Top 5          | Stray Kids                        | Vincitore/trice              |                 | [ 33 ] |